# Трегубово (Зарайский район)
Трегубово — деревня в городском округе Зарайск Московской области. Деревня связана автобусным сообщением с центром и соседними населёнными пунктами.

## Население
| 2002 | 2006 | 2010 |
| ---- | ---- | ---- |
| 14   | →14  | ↘13  |

## География
Трегубово расположено в 10 км на юго-запад от Зарайска, на левом берегу реки Осётр, у впадения притока Новоденка, высота центра деревни над уровнем моря — 151 м.

## История
Трегубово впервые упоминается в платёжных книгах 1594 года. В 1790 году в деревне числилось 24 двора и 187 жителей, в 1858 году — 59 дворов и 250 жителей, в 1906 году — 49 дворов и 359 жителей.
В 1929 году был образован колхоз «Борец революции», с 1950 года — в составе колхоза им. Чапаева, с 1961 года — в составе совхоза «Чулки-Соколово».